# 仁寺洞
仁寺洞（インサドン、朝鮮語: 인사동）は、大韓民国ソウル特別市鐘路区にある地域（法定洞）である。仁寺洞キルという通り沿いに多数の骨董品店・古美術店・陶磁器店・ギャラリー・喫茶店・伝統工芸品店・土産物店などが並ぶ、ソウルの文化の街として知られている。

## 概要・歴史

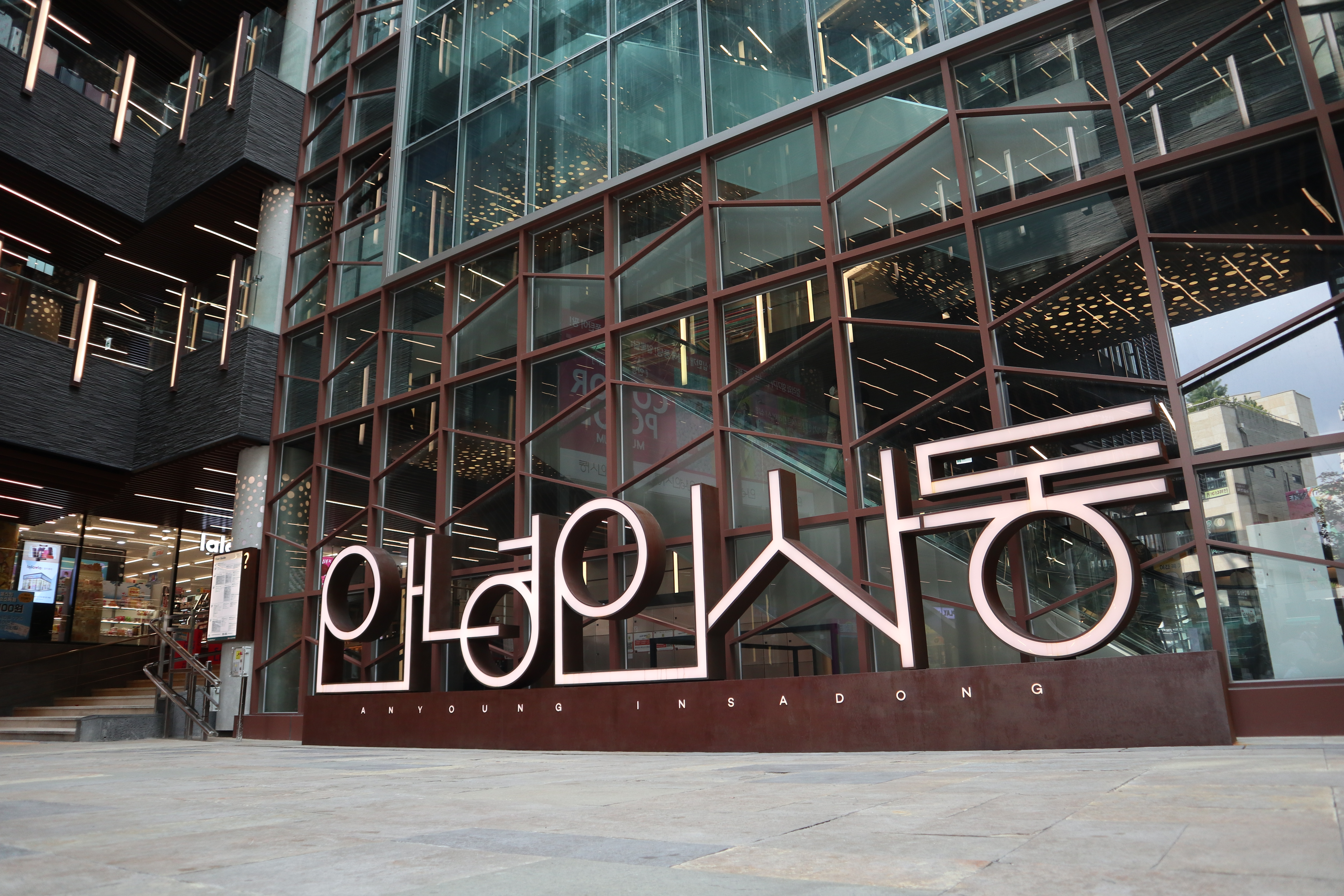
Anyoung Insadong (仁寺洞の新しい複合文化空間)

仁寺洞はソウルの中心部にあり、朝鮮王朝時代（1392年 - 1910年）には王宮に勤める両班たちが住む屋敷が立ち並んでいた。今でも古い韓屋が仁寺洞付近に多く残っている。当時のこの一帯は寛仁坊および大寺洞という町であったが、後に統合し一字ずつをとって仁寺洞となった。
19世紀末には困窮した両班たちが伝来の品を売り払う店を開き、以来ソウル在住の外国人たちが訪れる骨董品売買の街となってきた。
1988年のソウルオリンピック以降は観光地化が進んでおり、外国から古美術買い付け目的の人だけでなく多くの一般観光客が訪れている。仁寺洞一帯に残る韓屋を使って伝統茶を出す喫茶店やカフェ・レストランが開店し、現代美術やデザインを扱うギャラリーなども増加している。

### 骨董品街

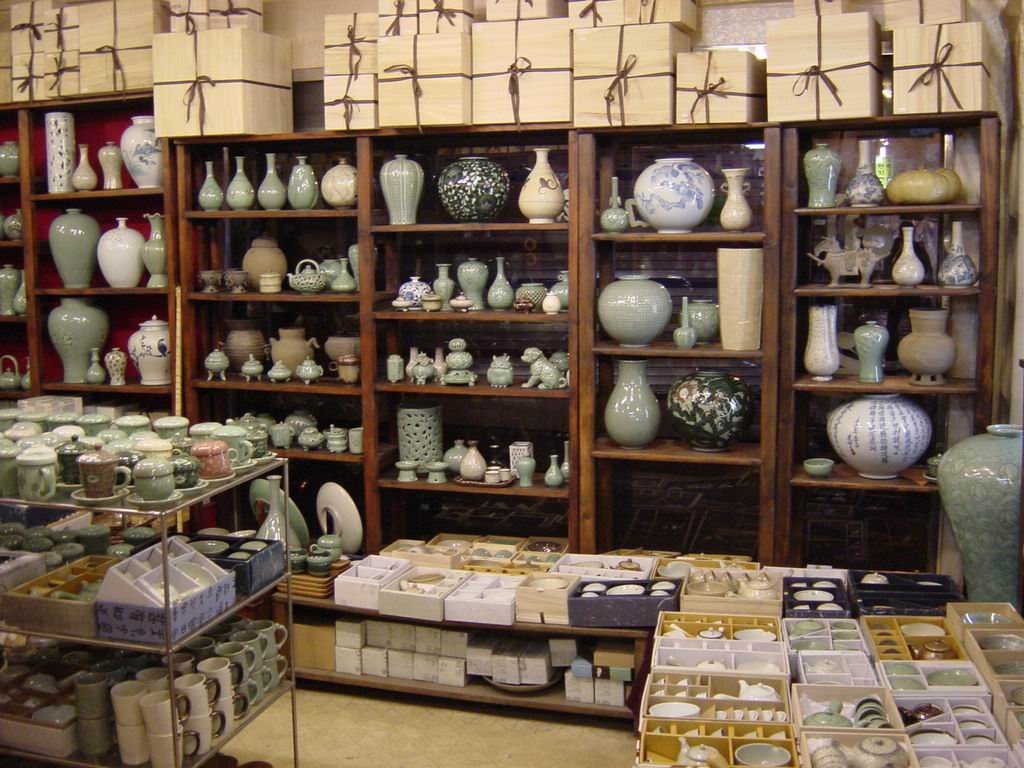
仁寺洞の陶磁器店

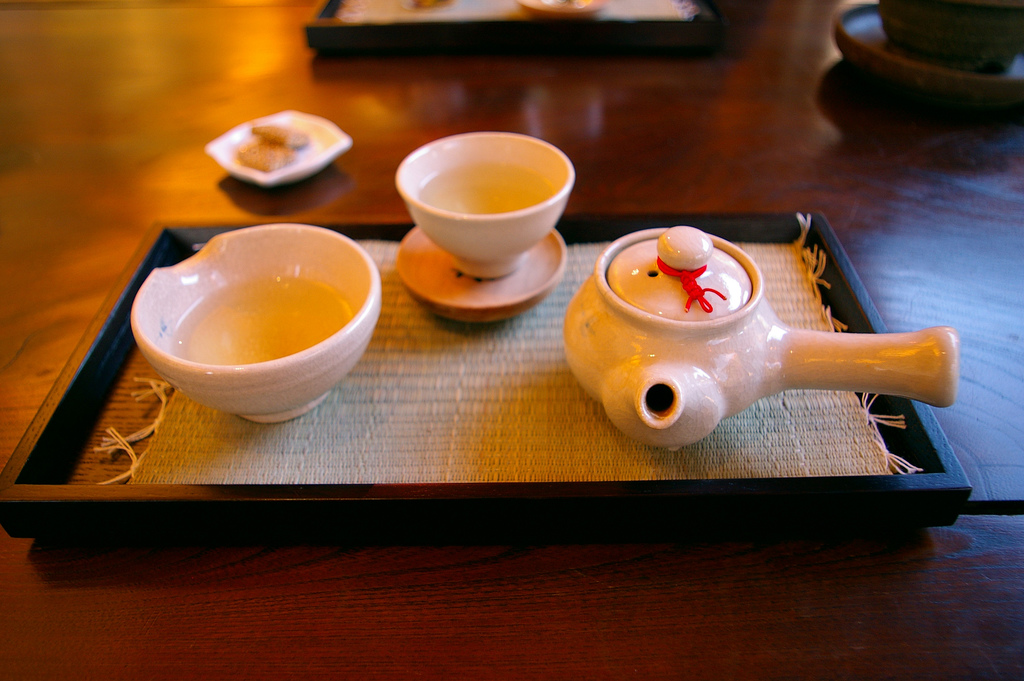
韓国の伝統茶

仁寺洞の骨董品街の範囲は、安国洞ロータリーからタプコル公園に至る一帯である。メイン・ストリートの仁寺洞キルからは無数の路地が伸びているが、路地沿いには昔からの韓屋や塀が続いており、こういった場所にまで多くの店がある。
仁寺洞の骨董品店で売られているものは高麗や李朝の陶磁器、古い木製の書棚や箱などの家具、古書、書画などの類が多い。1万ウォン前後の安価なものから1億ウォンは下らない高価なものまで価格の幅は広く、ソウルの骨董品店の多くがここに集中し、韓国国内の他の骨董品街と比べて高価なものが売られている。客は地元の人たちから日本人・中国人・アメリカ人・フランス人などさまざまである。
日曜日は自動車が通りに入れない歩行者天国の日となっており、フリーマーケットなども開催されている。

## 交通
- 地下鉄1号線 鐘閣駅、鐘路3街駅
- 地下鉄3号線 安国駅、鐘路3街駅
- 地下鉄5号線 鐘路3街（仁寺洞文化の町）駅